# Haus der Freundschaft (Schkopau)

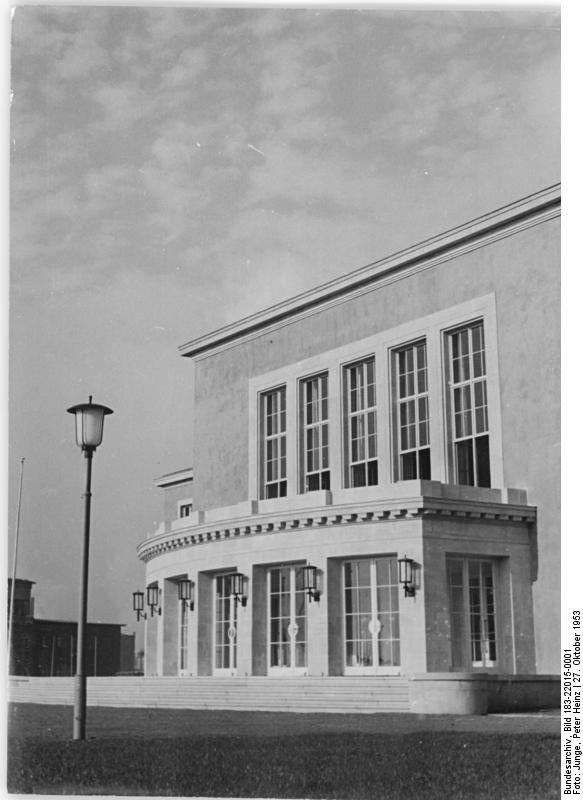
Portal des Kulturhauses 1953

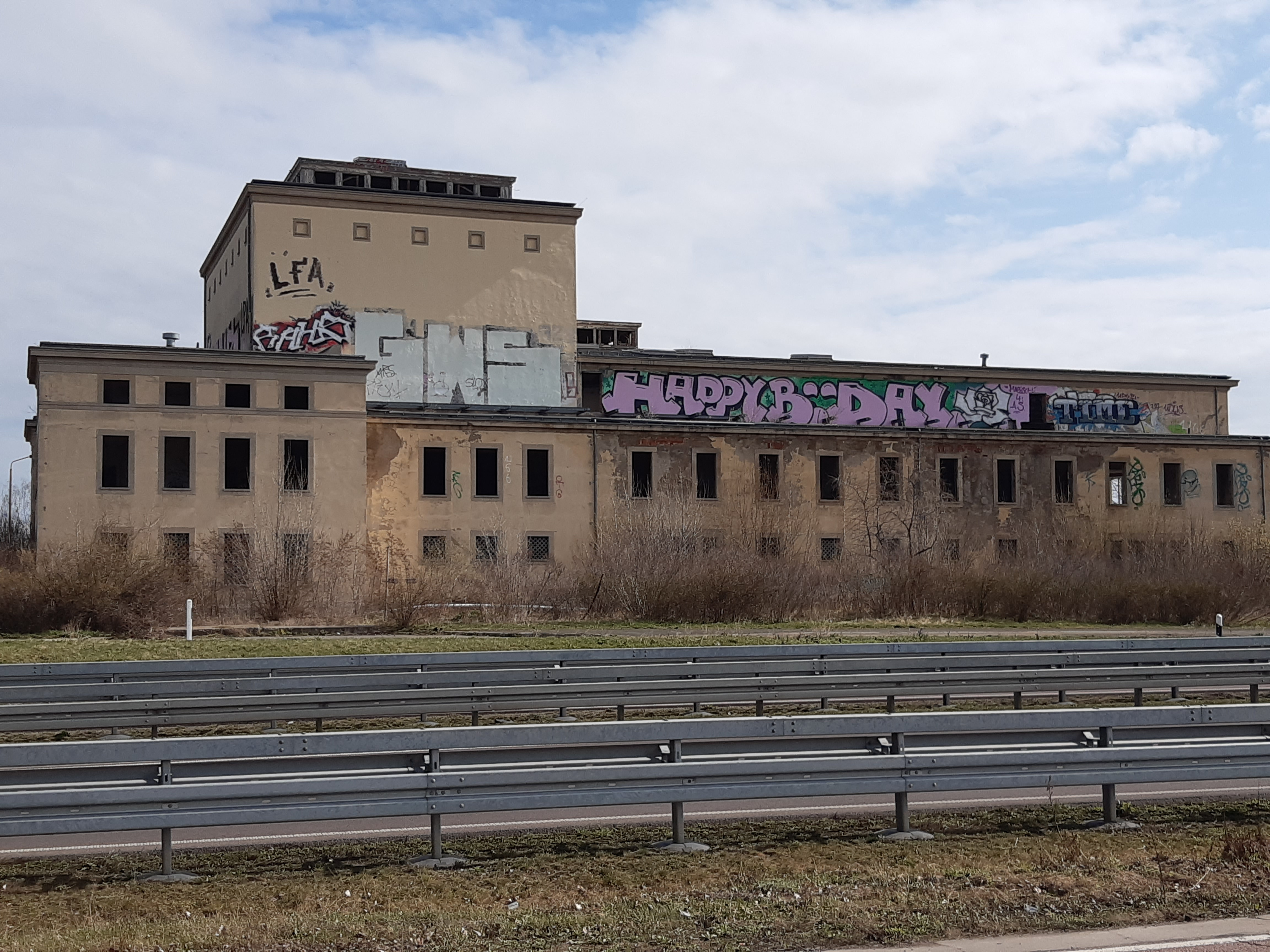
Verfallendes Kulturhaus 2021 von Westen

Das Haus der Freundschaft, auch Buna-Klubhaus X 50, ist ein denkmalgeschützter Kulturhausbau in der Gemeinde Schkopau in Sachsen-Anhalt. Im örtlichen Denkmalverzeichnis ist es unter der Erfassungsnummer 094 20861 als Baudenkmal verzeichnet.
Das Gebäude befindet sich an der östlichen Bunastraße in Schkopau gegenüber der sogen. Ladenstraße als Verbindung zwischen Chemiewerk und Dorf.

## Geschichte  und Architektur
Stifter des Projektes war die Union der Sozialistischen Sowjetrepubliken; die sowjetischen Offiziere des  Bezirkes Halle beschlossen ein Kulturhaus für die 20.000 Angehörigen der Buna-Werke zu errichten.
Unter sowjetischer Leitung von den Werksarchitekten Hauser und Reinhardt entworfen, entstand im Stil des sogenannten Sozialistischen Klassizismus in den Jahren 1952 und 1953 ein repräsentatives Bauwerk in eindrucksvollen Dimensionen, das am 11. Oktober 1953 eröffnet wurde. Der an klassischen Vorbildern orientierte Bau wird durch klare Gliederung und kubische Formen charakterisiert. Die zusätzliche und häufig benutzte Bezeichnung X 50 ergibt sich aus der betriebsinternen Gebäuderegistratur.

## Nutzung
In den Jahren nach der Eröffnung wurde das Kulturhaus um weitere Nebengebäude, u. a. einer Gaststätte für 200 Personen, und weiterer Funktionsräume erweitert.
1958 verfügte das Gebäude über 100 Räumlichkeiten für diverse Feste und Freizeitgestaltungen. Zum Haus gehörten ein Theatersaal mit über 750 Sitzplätzen sowie ein Konzertsaal mit 250 Sitzplätzen. Die Bühnentechnik gehörte mit zu den modernsten Anlagen in der DDR.
Nationale und internationale Künstler, wie u. a. das Berliner Ensemble, gastierten im Kulturhaus. Walter Felsenstein verlegte eine ganze Spielzeit der Komischen Oper nach Schkopau. Zudem gab es unzählige Zirkel, darunter den komponierender und schreibender Arbeiter. Der Maler Uwe Pfeifer besuchte hier einen Kindermalzirkel.
Nach der Schließung im Jahr 1998 wurden verschiedene Pläne zur Nutzung des Gebäudes entwickelt, von denen jedoch keiner umgesetzt wurde, so dass der Verfall des Gebäudes weiter voranschreitet.